# Saint-Thomas-en-Royans
 Saint-Thomas-en-Royans  es una población y comuna francesa, en la región de Ródano-Alpes, departamento de Drôme, en el distrito de Valence y cantón de Saint-Jean-en-Royans.

## Demografía
| 186 | 216 | 230 | 328 | 440 | 476 | 520 |
| Para los censos de 1962 a 1999 la población legal corresponde a la población sin duplicidades (Fuente: INSEE [Consultar]) |     |     |     |     |     |     |

## Lugares de interés
- Sarcófago galo-romano
- Castillo de la Chartrognière, de los siglos XVI-XVII.